# مايكل فرناس
مايكل فرناس مواليد 10 يونيو 1984 في سوروسوغون، الفلبين، هو ملاكم محترف فلبيني يصنف ضمن فئة وزن الريشة.

## إحصائيات
خاض خلال مسيرته 51 نزالا، فاز في 41 وتعادل في 4 وخسر في 5. فاز بالضربة القاضية في 31 نزالا.

## روابط خارجية
- مايكل فرناس على موقع بوكس ريك (الإنجليزية) (registration required)